# 血のメーデー事件
血のメーデー事件（ちのメーデーじけん）は、1952年（昭和27年）5月1日（木曜日）に東京の皇居外苑で発生した、デモ隊と警察部隊とが衝突した騒乱事件である。事件は一部の左翼団体が暴力革命準備の実践の一環として行ったものと見られている。戦後の学生運動で初の死者を出した。

## 概要

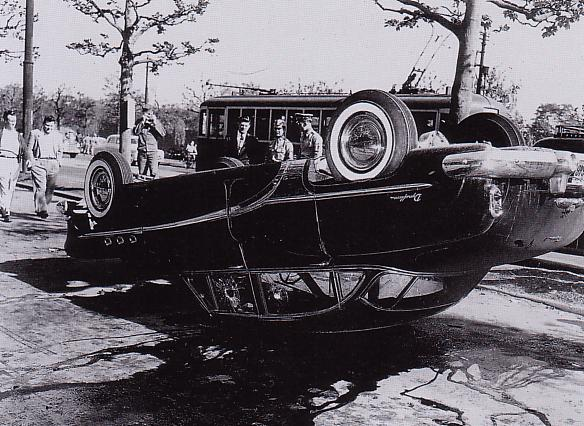
デモ隊によって転覆させられた自動車

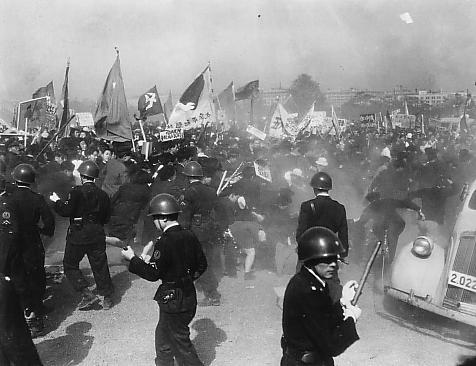
暴徒と警察官

GHQによる占領が解除されて3日後の1952年（昭和27年）5月1日、第23回メーデーとなったこの日の中央メーデーは、警察予備隊についての「再軍備反対」とともに、「人民広場（注：皇居前広場）の開放」を決議していた。大会は午前10時20分ごろ開会され、途中、全学連を中心として人民広場への乱入を扇動しようとする乱入者が相次いだものの、午後0時10分に閉会し、同25分より、北部・東部・南部・中部・西部の各コースに分かれて、予定のデモ行進に移った。デモ行進の途上でも、人民広場への乱入を扇動しようとする試みが相次ぎ、一部のデモ隊は当初のコースから外れて投石などを行ったほか、西部コース指導者は人民広場への乱入を拒否したために暴行を受けるなどの混乱が生じたものの、最終的には午後2時から4時にかけて順次に予定の解散地点に到着し、解散した。しかし特に混乱が著しかった南部コースを中心として、日比谷公園で解散したデモ隊の一部は、その中の全学連と左翼系青年団体員に先導され、朝鮮人、日雇い労務者らの市民およそ2,500名がスクラムを組んで日比谷公園正門から出はじめた。
警視庁は、会場や行進中には主催者の自主的統制に待つこととしていたが、5,600名の部隊を編成して雑踏警備にあたっていたほか、各署員1万名以上を待機させて即応体制を整えていた。日比谷交差点を通過して無届デモを開始した群衆に対して、まず丸の内警察署長以下60名が制止したが、投石や竹槍・棍棒による攻撃を受け、13名の負傷者を出した。デモ隊は外国人（駐留米国軍人）の自動車19台に投石して窓ガラスを次々に破壊しながら北上した。馬場先門においては、第一方面予備隊と三田・東京水上・高輪の3警察署による470名の部隊が警備にあたっていたが、方面予備隊の一部が拳銃および若干の催涙弾を装備していたほかは警棒を携帯しているのみであった。またデモ隊は極めて先鋭的であったことから、周囲の一般通行人への被害も憂慮した方面予備隊長は車道の警戒線を解き、デモ隊は皇居前広場になだれ込んだ。
乱入したデモ隊は、二重橋正面で警備にあたる丸の内警察署員および増援の第一方面予備隊2個中隊に対して投石を開始した。祝田町警備巡査派出所ではボックスが押し倒され、警察官は袋叩きにされて拳銃を奪われた。警察部隊は催涙弾を使用して鎮圧にあたり、午後3時頃には暴徒を中央自動車道まで後退させ、にらみ合いの状態となった。しかしこの頃、桜門および祝田橋でも警戒線が突破されたことで暴徒は8,000名に増加した。警察側も逐次に予備隊を配置転換して体制を強化したが、暴徒との攻防は激しく、一部ではやむなく拳銃を使用した。この結果、暴徒が混乱に陥ったことから、警察側は体制を整えて一気に鎮圧を図り、午後3時40分までには暴徒の大部分を広場外に排除した。
しかし広場外に排除された暴徒はその後もしつこく攻撃を繰り返し、祝田橋では第一方面予備隊の隊員4名が包囲され、角棒で乱打のうえで凱旋濠に投げ込まれ、更に投石を加えられた。また他の隊員4名も包囲されて同様の暴行を受けそうになり、拳銃の威嚇射撃でやっと難を逃れる状況であった。またこのほかにも、警察官への暴行が相次ぎ、拳銃を奪われる例もあった。午後3時50分頃には、桜門前濠端側に駐車されていた外国人自動車14台を転覆させて火を放ち、炎上させたほか、付近をサイドカーで通行していた交通第一課員を取り囲んで暴行を加え、サイドカーにも放火した。その消火のため出動した消防隊も投石や殴打を受けて13名が負傷、ホースも切り破られた。これらの暴徒も午後4時頃には離散しはじめたが、その後も有楽町巡査派出所が襲撃されたり、また一部は日比谷公園に逃げ込んで投石を続けていた。皇居前広場・日比谷公園が平静を取り戻したのは午後6時過ぎのことであった。
これらの騒動の結果、デモ隊側は死者1名、重軽傷者約200名（主催者発表では死者2名、重軽傷者638名）、警察側は負傷者832名（うち重傷者71名）を出す流血の惨事となった。当日は警察予備隊（現在の陸上自衛隊）の出動も検討されていたが、一般警察力によって収拾されたため、出動を命じられるには至らなかった。
なお、この事件に出動した「予備隊」とは「警視庁予備隊」のことであり、後の機動隊である。警察予備隊（後の陸上自衛隊）のことではない。

## その後の経過
デモ隊からは1232名が逮捕され、うち261名が騒擾罪の適用を受け起訴された。裁判は検察側と被告人側が鋭く対立したため長期化。
1953年2月4日以降、1792回の公判が開かれ、法廷に出た証人は検察側が570人、弁護側が358人という記録的な裁判となった。1970年（昭和45年）1月28日の東京地裁による一審判決は、騒擾罪の一部成立を言い渡したが、1972年（昭和47年）11月21日の東京高裁（荒川正三郎裁判長）による控訴審判決では、騒擾罪の適用を破棄、16名に暴力行為等の有罪判決を受けたほかは無罪を言い渡し、検察側が上告を断念して確定した。
国会では事件直後から事件の責任をめぐり与野党間で激しい応酬があり、6月には相次ぐ騒乱事件の対処不手際や破壊活動防止法案・集団示威運動等の秩序保持に関する法律案の制定企図に反対する立場から衆議院で木村篤太郎法務総裁の不信任案が提出されたが、否決された。
なお、同時期に白鳥事件、吹田事件、大須事件、曙事件や中核自衛隊・山村工作隊による事件などが起こった。一方で、公安警察による菅生事件も起きた。事件発生の5ヵ月後に行われた総選挙で日本共産党は全議席を失った。同水準の議席数を回復したのは1970年代のことであった。

## 事件を題材にした作品

### 小説
- 黒井千次『時間』（芸術選奨文部大臣新人賞、1970年）、『五月巡歴』（河出書房新社、1982年）、『羽根と翼』（毎日芸術賞、2001年）
- 加賀乙彦『雲の都 第一部 広場』（2002年、新潮社）

### 映画
- 市川崑監督・伊藤雄之助主演の劇映画『プーサン』（東宝、1953年）
- 吉村公三郎・今井正・山本薩夫監督のオムニバス劇映画『愛すればこそ』のうちの（第3話）「愛すればこそ」（山本薩夫監督・山形雄策脚本、1955年、独立映画）
- 佐伯幸三監督・フランキー堺主演の劇映画『ぶっつけ本番』（東京映画、1958年）

### 絵画
- 岡本太郎「青空」（油絵、1954年）画像

### アニメ
- 『クロノクルセイド』 - 最終回で、主人公の死後に起きた予言通りの事件の一つとして描かれている。

### ノンフィクション
- 岡本光雄『メーデー裁判』（メーデー事件被告団、1958年）

### 詩作品
- 木島始「虐殺　一九五二年五月一日」（『木島始詩集』所収、1952年）

## 関連人物
- 犠牲者
  - 近藤巨士 - 法政大学文学部哲学科3年生
- 元被告
  - 伊藤嘉昭 - 生物学者
  - 丸山昇 - 中国文学者
- 被告側弁護人
  - 松本善明 - 弁護士、元衆議院議員
  - 中田直人 - 弁護士
  - 阿部知二 - 作家　特別弁護人　知人の被告黒岩俊郎のために法廷に立った。
- 裁判官
  - 荒川正三郎
- 事件を記録したジャーナリスト・作家・写真家・映画関係者
  - 高見順 - 作家
  - 梅崎春生 - 作家
  - 大竹省二 - 写真家
  - 川島浩 - 写真家
  - マーガレット・バーク＝ホワイト - 写真家
  - 日本映画新社技術部 - 「朝日ニュース349号　東京メーデー事件」で第6回日本映画技術賞受賞。
- メーデー集会に参加した著名人
  - 杉浦直樹[8]
  - 丸木政臣
  - 安倍徹郎
  - 梶田昭